# Pacea de la Camenița

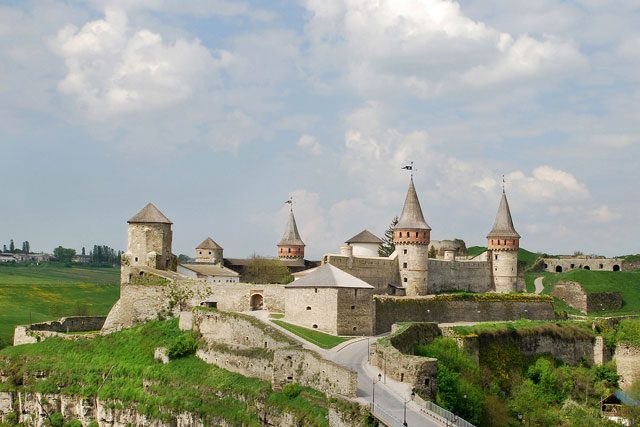
Cetatea Camenița, locul semnării tratatului

Tratatul de pace de la Camenița a fost semnat la 22 ianuarie 1510, și a încheiat războiul Moldo-Polon din 1502 - 1510, cunoscut și ca războiul "pețitorilor sângeroși". În urma tratatului Bogdan al III-lea, fiul lui Ștefan cel Mare a renunțat la pretențiile asupra Pocuției și planurile de căsătorie cu Elisabeta Iagiello fiica regelui Alexandru al Poloniei, în schimbul unor avantaje politico-economice.